# Microsoft Flight
Microsoft Flight est un logiciel de simulation de vol développé par Microsoft Game Studios Vancouver (devenu The Coalition en 2015) et édité par Microsoft Game Studios. Il est sorti le 29 février 2012. C'est l'avant dernière version de Flight Simulator. La version de base était disponible gratuitement directement sur le site officiel et du contenu payant supplémentaire sera proposé par l'éditeur.
La sortie du logiciel avait initialement été annoncée pour 2011. En janvier 2011, Microsoft a annoncé qu'il serait compatible avec Windows Vista et Windows 7. Une bêta fermée s'est ouverte fin décembre 2011.
En juillet 2012, Microsoft abandonne le projet. La mise à disposition du logiciel a été stoppée en octobre 2013 à la suite de la fermeture du Games For Windows Live Marketplace et l'éditeur a annoncé la fermeture des serveurs ainsi qu'un arrêt de production de clé pour des nouveaux joueurs dès le 14 octobre 2014.

## Système de jeu
Dans sa version de base, la zone géographique se limite à la grande île de l'archipel d'Hawaï.
Les modèles suivants sont disponibles dans la première version :
- Icon A5 inclus dans la version de base[2].
- Boeing-Stearman Model 75, gratuit si enregistré sur Games for Windows LIVE.

## Développement
Le jeu est officiellement sorti le 29 février 2012. Auparavant, des informations avaient été publiés à propos de Microsoft Flight, mais Microsoft a suggéré que son réalisme et sa précision plairont aux passionnés de vol, tandis que de nouveaux types de gameplay plairaient aux nouveaux arrivants. Le jeu est intégré à la plateforme  Games for Windows – Live, qui permet aux joueurs disposant de comptes Live de rejoindre et d'héberger des sessions multijoueurs. L'introduction de Live signifiait que le client GameSpy ne serait plus utilisé.
Il a introduit un nouveau modèle de DLC, intégré à Games for Windows Marketplace. Tous les modules complémentaires Microsoft Flight peuvent être achetés et installés dans le jeu à partir d'un marché central. Aucun SDK public n'était proposé pour Microsoft Flight, tous les DLC étant développés par Microsoft Studios. Le 1er décembre 2011, une bêta a été mise en place sur le site Web. Il a été annoncé le 4 janvier 2012, qu'il serait gratuit à sa sortie au printemps 2012. Le 6 février 2012, Microsoft a annoncé que Microsoft Flight serait téléchargeable gratuitement le 29 février 2012. Il a également été annoncé que le premier pack d'extension serait publié le même jour.

## Annulation
Le 25 juillet 2012, Microsoft a annoncé qu'il avait annulé le développement de Microsoft Flight. Les examinateurs ont indiqué que les ventes pourraient avoir été lentes en raison de la concurrence d'autres produits, tels que X-Plane et que Microsoft Flight avait moins d'options d'avions, de terrain et d'extensions tierces que son prédécesseur et était moins authentique. Microsoft continuera à soutenir la communauté et proposera Flight en téléchargement gratuit,,.
Après avoir annoncé la fin du développement, Microsoft a continué à peaufiner le noyau du programme avec un test bêta post-sortie impliquant les utilisateurs de Steam, avec la mise à jour du titre 1.1.1.30063 publiée le 25 septembre 2012. La mise à jour ne contenait aucun nouveau contenu, juste des corrections de bugs,.
Le 22 août 2013, Microsoft a annoncé la fermeture du marché Xbox PC, supprimant Microsoft Flight et la possibilité d'y jouer sur Steam.
Le 3 juillet 2014, Microsoft a annoncé que Flight devait être cloué au sol le 14 octobre 2014, [ mise à jour nécessaire ] à ce moment-là, les serveurs multijoueurs ont été fermés. Cela a affecté les fonctionnalités en ligne, telles que le multijoueur et les aérocaches ; l'expérience solo est restée en grande partie intacte.

## Contenus additionnels
Un pack d’extension intitulé Hawaii était disponible depuis la sortie du jeu. Il comprenait l'ensemble des îles de l'archipel d'Hawaï et contenait un nouvel avion, le RV-6A, ainsi que de nouvelles missions, nouveaux défis et des nouvelles aérocaches.
Par ailleurs, des avions étaient payants à l'unité comme le Maule M-7 ou le North American P-51 Mustang.

## Améliorations
Microsoft Flight propose de nouveaux avions, paysages et terrains, un moteur météo remanié et de nouveaux éléments de gameplay pour les utilisateurs de tous niveaux. Le nouveau moteur météorologique rend les nuages et les effets météorologiques plus réalistes, y compris le brouillard qui se fond bien avec le terrain environnant, que les précédentes versions de Flight Simulator X étaient incapables d'afficher.Les améliorations graphiques les plus notables sont les nouveaux modèles de shaders. Une partie de l'amélioration est un éclairage plus réaliste et une auto-ombrage sur les avions. Les modèles visuels de l'avion sont considérablement améliorés par rapport à ceux des versions précédentes du simulateur de vol.

## Accueil
Peu de temps après sa sortie, Microsoft Flight a reçu une note critique de 64/100 sur le site d'agrégation d'avis Metacritic.